# ザルム家

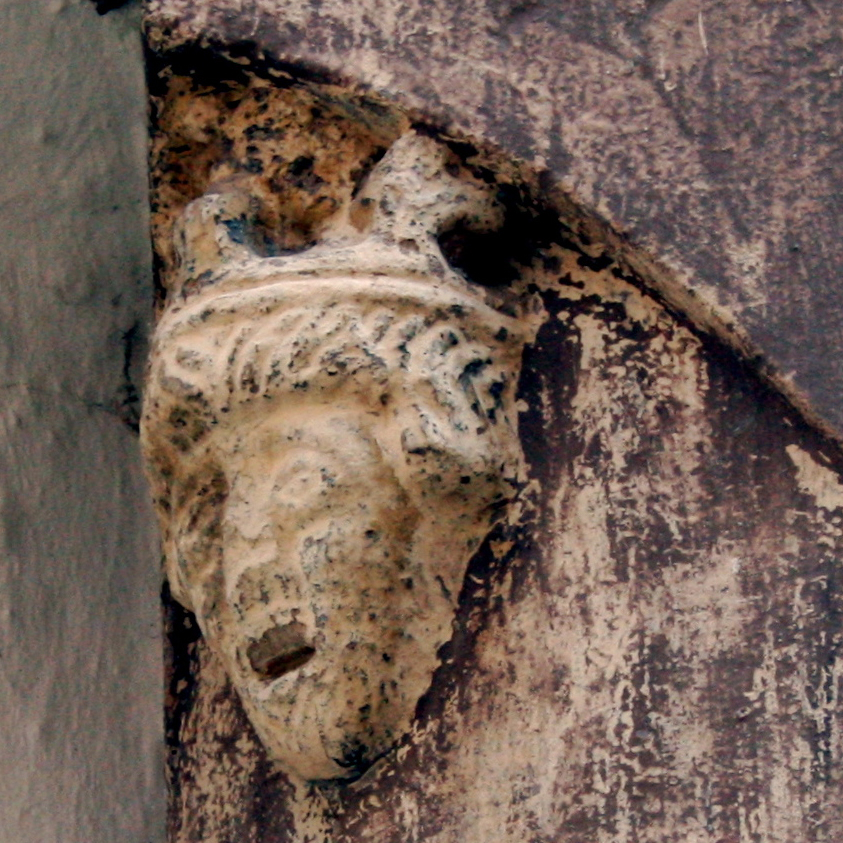
アイスレーベン市庁舎の壁に残る対立王ヘルマン・フォン・ザルムの彫像

ザルム家（Haus Salm）は、モーゼル川流域地方の領主の家系で、神聖ローマ帝国の帝国伯家の1つ。上ロレーヌおよびルクセンブルクを支配していたアルデンヌ家の傍系であり、家名はアルデンヌ地方のヴィエルサルム城（現在のベルギー領）とアルザス地方・ヴォージュ山脈（現在のフランス領）のサルム城に由来する。旧シュタンデスヘル家門であり、ドイツでは現在も存続する上級貴族の家系の1つである。

## 歴史
アルデンヌ家の始祖ヴィゲリヒはロタリンギア宮中伯となり、その息子ジークフリート1世は最初のルクセンブルク伯となった。その孫のギゼルベルトは1036年にザルム伯に叙せられた後、1047年になってルクセンブルク伯家の家督を継いだ。ギゼルベルトは長男のコンラート1世にルクセンブルクを継がせたが、次男のヘルマンにザルム伯爵領を与えた。このヘルマンがザルム家の直接の始祖である。ヘルマンは1081年、神聖ローマ皇帝ハインリヒ4世の対立王としてローマ王（ドイツ王）に選ばれた。
ヘルマンの孫息子のザルム伯ハインリヒ1世（Heinrich I.）は1163年、ザルム伯爵領を分割相続させた。息子のハインリヒ2世（Heinrich II.）がヴォージュ山脈地方に位置する上ザルム伯爵領（Grafschaft Obersalm）を受け継ぎ、娘婿のヴィアンダン伯フリードリヒ2世がアルデンヌ地方に位置する下ザルム伯領（Grafschaft Niedersalm）を相続した。これ以降、2つのザルム伯爵領は帝国領において別々に発展していくことになった。また、下ザルム諸家は男系ではシュポンハイム家の傍系が受け継いだ形となった。

### 下ザルム諸家（1163年 - 1794年）
シュポンハイム家傍系の下ザルム伯家は1416年に断絶し、近親の領主家門ライファーシャイト家（Haus Reifferscheidt）が家名および領地を相続した。息子のいないニーダーザルム伯ハインリヒ7世（Heinrich VII. von Niedersalm）は、親戚で孤児のヨハン5世・フォン・ライファーシャイト（Johann V. von Reifferscheid）を引き取って息子同然に扱い、遺言で彼を相続人に指名したのである。ところがハインリヒ7世の娘婿のアルテンバウムベルク伯オットー（Otto Raugraf zu Altenbaumberg）が相続請求を起こしてライファーシャイト家の相続に異議を唱えたため、1456年にルクセンブルク公爵領の評議会がこの遺言を合法と認めるまで、相続問題は決着が付かなかった。1460年になり、ヨハン5世の息子ヨハン6世（Johann VI. von Reifferscheid）はザルム伯（Graf zu Salm）の称号を名乗った。ヨハン6世の子孫からは、以下の3つの家系が分かれた。

#### ザルム＝ライファーシャイト＝ライツ家
ザルム＝ライファーシャイト＝ライツ家（Salm-Reifferscheidt-Raitz）は、1790年に帝国諸侯（ライヒスフュルスト）に列せられた。1945年に本拠であったモラヴィア地方のライツ（現在のチェコ領南モラヴィア州ラーイェツ＝イェストジェビー）の所領をソビエト連邦に没収され、オーストリア・リンツに近いシュタイレック城に本拠を移した。

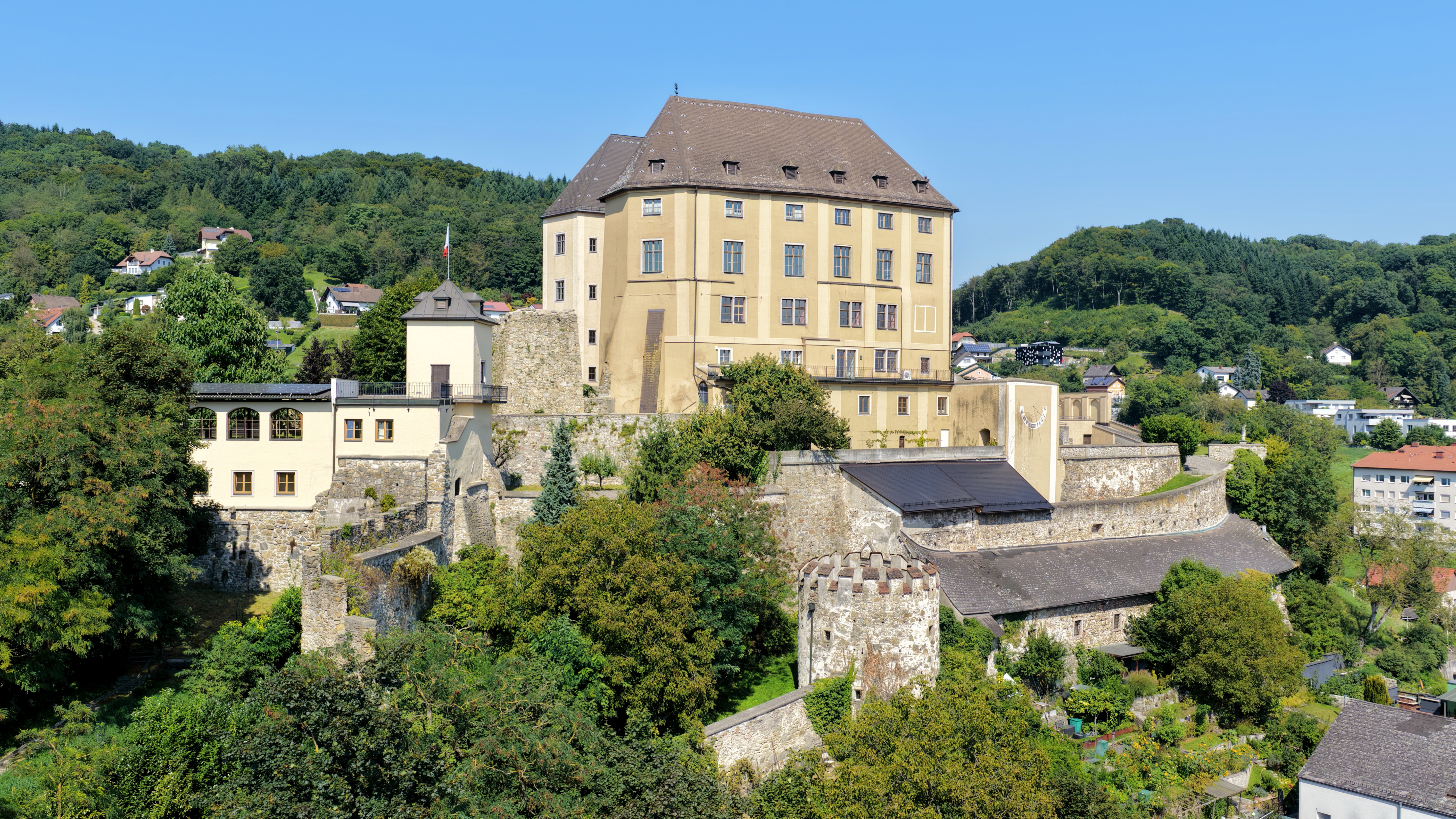
ザルム＝ライファーシャイト＝ライツ伯爵家が本拠にしているシュタイレック城

シュタイレック城は、シュタイアーマルク公国の前線基地としてつくられ、リヒテンシュタイン家、イェルガー家（Jörger）、ウェイゼンウォルフ家（Weissenwolff）、トゥルン・ウント・タクシス侯爵家と継承されていた城だが、ニクラス・ザルム＝ライファーシャイト＝ライツ伯爵（1904年-1970年）が、トゥルン・ウント・タクシス侯女イレーネ（Irene）と結婚していた関係で、1940年よりザルム＝ライファーシャイト＝ライツ伯爵家の所有する城となっていた。
二クラスとイレーネの間の長男である二クラス・ザルム＝ライファーシャイト＝ライツ伯爵（1942年-2009年）は、日本の第8代・第15代外務大臣である青木周蔵の曽孫にあたるナタリー・フォン・ナイペルク伯爵令嬢（1948年-）と結婚した（系譜の詳細は青木周蔵家を参照）。二クラスとナタリーの間の長男である二クラス・ザルム＝ライファーシャイト＝ライツ伯爵（1972年-）が現当主であり、彼は周蔵の玄孫にあたる。そのため、現在シュタインレック城には青木周蔵伝来の重要な日本のコレクションが収蔵されている。
青木周蔵が開発に尽力した那須塩原市とリンツ市は、ニクラスの仲介で相互に学生派遣を行うようになり、その縁で2016年（平成28年）に両市は姉妹都市提携を行い、2022年（令和4年）に旧青木周蔵那須別邸において両市市長が調印式を行っている。
2019年（令和元年）には二クラスと、その母のナタリーの来日があった。二クラスは以前にも青木周蔵が創立した那須塩原町青木小学校の100周年記念行事に出席するために来日したことがあったが、ナタリーの来日はこの時が初めてだった。二人は青木小学校や旧青木那須別邸を訪問。ナタリーは「今回、初めてここに来て先祖の足跡をたどれ、うれしく思っている」と感想を述べた。

#### ザルム＝ライファーシャイト＝クラウトハイム家
ザルム＝ライファーシャイト＝クラウトハイム家（Salm-Reifferscheidt-Krautheim）は、1804年に帝国諸侯に列せられた。1888年には断絶したザルム＝ライファーシャイト＝ディーク家の相続人となってザルム＝ライファーシャイト＝クラウトハイム・ウント・ディーク家（Salm-Reifferscheidt-Krautheim und Dyck）と名乗ったが、1958年に絶家した。

#### ザルム＝ライファーシャイト＝ディーク家
ザルム＝ライファーシャイト＝ディーク家（Salm-Reifferscheidt-Dyck）は、ディーク城（Schloss Dyck）を本拠とし、1816年にプロイセン王国の侯爵（フュルスト）に列せられたが、1888年に断絶した。

### 上ザルム諸家（1163年 - 1794年）
ヴォージュ山脈に位置する上ザルム伯家の本拠はシルメック郊外のサルム城であり、この城はストラスブールの南西約45キロの地点にあった。伯爵領は北のストラスブール大司教領と、南のロレーヌ公国の2つの大領邦に挟まれていた。上ザルム伯家は15世紀の分割相続を経て、17世紀には断絶した。上ザルム伯領の半分は17世紀初頭、女伯クリスティーヌとロレーヌ公フランソワ2世との結婚を通じてロレーヌ公爵領に併合され、残り半分は近親のライン伯家（Rheingrafen）に相続された。ライン伯家の子孫もザルム伯（Graf zu Salm）の称号を名乗り、以下の4つの家系に分裂した。
嫡系のザルム家（Salm）は、1623年にフィリップ・オットーが帝国諸侯に列せられたが、1738年にルートヴィヒ・オットーが男子継承者なく死去し、絶家した。

#### ザルム＝ザルム家

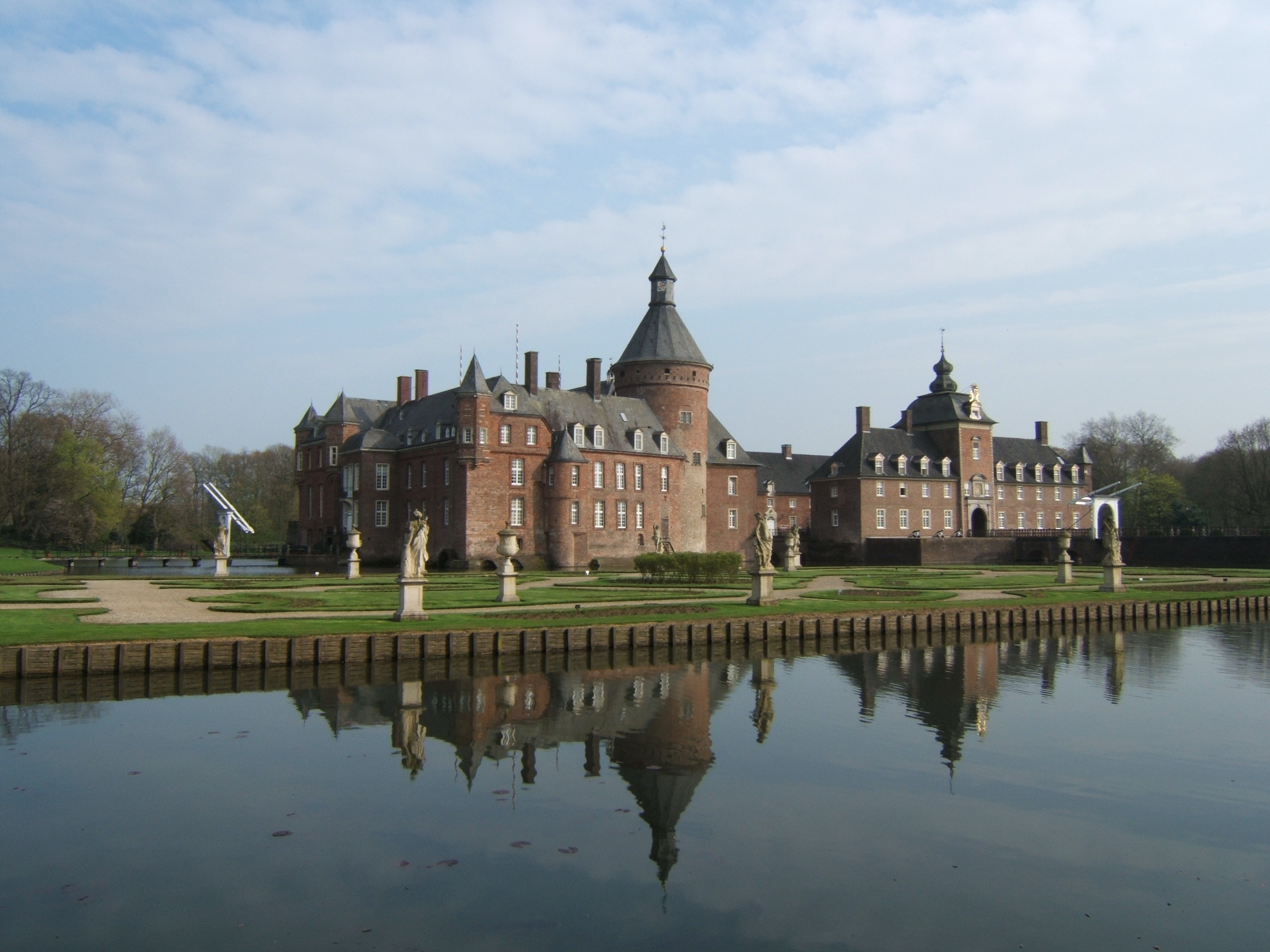
ザルム＝ザルム家の現在の居城であり、ザルム侯国の君主の居所でもあったアンホルト城

ザルム＝ザルム家（Salm-Salm）は、当初はバドンヴィエ（現在のフランス領ムルト＝エ＝モゼル県）を本拠としたが、1751年にスノンヌ（現在のフランス領ヴォージュ県）に本拠を移した。1647年にアンホルト伯爵領およびアンホルト城（Burg Anholt）を相続し、1739年にザルム侯ルートヴィヒ・オットーの娘婿で継承者のニコラウス・レオポルトが帝国諸侯に列せられた。1766年、ロレーヌとフランスの合邦によって所領がフランス王国の領域に組み込まれ、1793年にはフランスに併合された。

#### ザルム＝キルブルク家

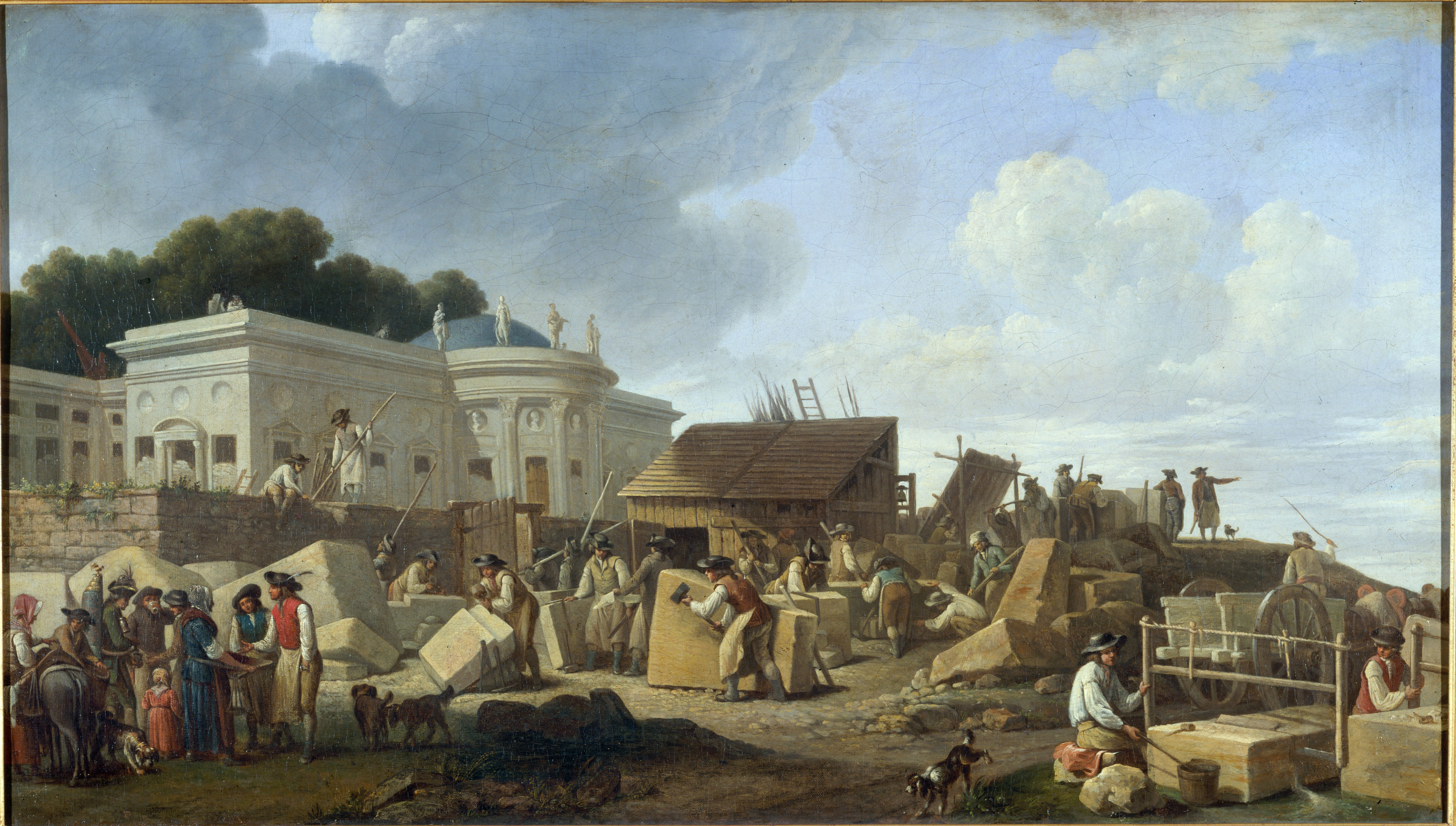
18世紀のパリのオテル・ド・サルム、ザルム＝キルブルク家の居城

ザルム＝キルブルク家（Salm-Kyrburg）は、18世紀にパリに本拠を移し、1742年に帝国諸侯に列せられた。1794年にフランスに併合された。1905年、最後の当主の貴賤結婚のために正嫡の血筋が絶え、絶家となった。

#### ザルム＝ホルストマル家
ザルム＝ホルストマル家（Salm-Horstmar）は、1816年にプロイセン王国の侯爵に列せられた。
ザルム＝ザルム家とザルム＝キルブルク家は1803年の帝国代表者会議主要決議により、ミュンスター司教領（Hochstift Münster）の南半分を補償として割り当てられた。両家はこの補償地域を共同統治国（Condominium）として、ザルム侯国（Fürstentum Salm）を創設した。侯国の首都はボッホルト（Bocholt）に置かれた。侯国は1811年にフランスに併合されるまで存続した。